# Etienne Vercauteren
Etienne Vercauteren (* 7. August 1935 in Temse; † 22. Januar 2009 in Sint-Niklaas) war ein belgischer Radrennfahrer.

## Sportliche Laufbahn
Vercauteren war im Straßenradsport aktiv. Als Amateur gewann er 1959 zwei Etappen der Tunesien-Rundfahrt. Von 1960 bis 1966 war er Unabhängiger und Berufsfahrer, immer in belgischen Radsportteams. In der Belgien-Rundfahrt für Unabhängige holte er 1960 einen Etappensieg. 1963 siegte er im Circuit du Port de Dunkerque. 1964 wurde er Zweiter im Rennen Dwars door Vlaanderen hinter Piet van Est. Er gewann dort die 1. Etappe. 1965 siegte er im Maaslandse Pijl und im Circuit des 3 provinces. Im Verlauf seiner Karriere gewann er eine Reihe von Kriterien und Rundstreckenrennen in Belgien.